# Армстронг, Лилиас
Лилиас Эвелин Армстронг (англ. Lilias Eveline Armstrong; 29 сентября 1882, Пендлбери, Ланкашир, Великобритания — 9 декабря 1937, Финчли, Мидлсекс, Великобритания) — английский фонетист. Работала в Университетском колледже Лондона, где достигла звание доцента (reader). Наиболее известна своей работой по фонетике и интонации английского языка, а также сомали и кикуйю. Её книга по интонации английского языка, написанная вместе с Айдой Уорд, осталась в печати в течение 50 лет. Также дала некоторые из первых подробных описаний тонов в сомали и кикуйю.
Выросла в Северной Англии. Окончила Лидсский университет, где изучала французский и латинский языки. Некоторое время преподавала французский в начальной школе в пригороде Лондона, но затем перешла на кафедру фонетики Университетского колледжа, которую возглавлял Даниэль Джонс. Её наиболее известные труды были книга «A Handbook of English Intonation» (Справочник по английской интонации, 1926) в соавторстве с Уордом, статья «The Phonetic Structure of Somali» (Фонетическая структура Сомали, 1934) и книга «The Phonetic and Tonal Structure of Kikuyu» (Фонетическая и тональная структура Кикуйю), опубликованная посмертно в 1940 году, после того как она умерла от инсульта в 1937 году в возрасте 55 лет.
На протяжении более десяти лет была редактором отдела журнала Международной фонетической Ассоциации «Le Maître phonétique». Её хвалили за хорошую успеваемость в обучении, как во время учебного года, так и в летних курсах кафедры. Джонс написал в некрологе о ней, что она была «одним из лучших фонетистов в мире».

## Ранние годы
Лилиас Эвелин Армстронг родилась 29 сентября 1882 года в городке Пендлбери, Ланкашир, в семье служителя церкви свободных методистов Джеймса Уильяма Армстронга и Мэри Элизабет Армстронг. Её воспитание привело к тому, что в ее речи были определенные черты северноанглийского языка. Армстронг изучала французский и латынь в Лидсском университете, где она была королевским учёным. Она получила степень бакалавра в 1906 году, также она получила профессию учителя.
После окончания Лидсского университета, Армстронг несколько лет преподавала французский язык в Ист-Хэме, она добилась успеха в этой сфере деятельности и к тому времени, когда в 1918 году покинула эту должность, была на пути к тому, чтобы стать директрисой. В то время как она была старшим помощником госпожи, она начала изучать фонетику по вечерам на полставки на фонетическом факультете университетского колледжа, чтобы улучшить свое преподавание французского произношения. В 1917 году Армстронг получила диплом с отличием по французской фонетике, а в следующем году она получила диплом с отличием по английской фонетике.

## Академическая карьера

### Преподавание и чтение лекций

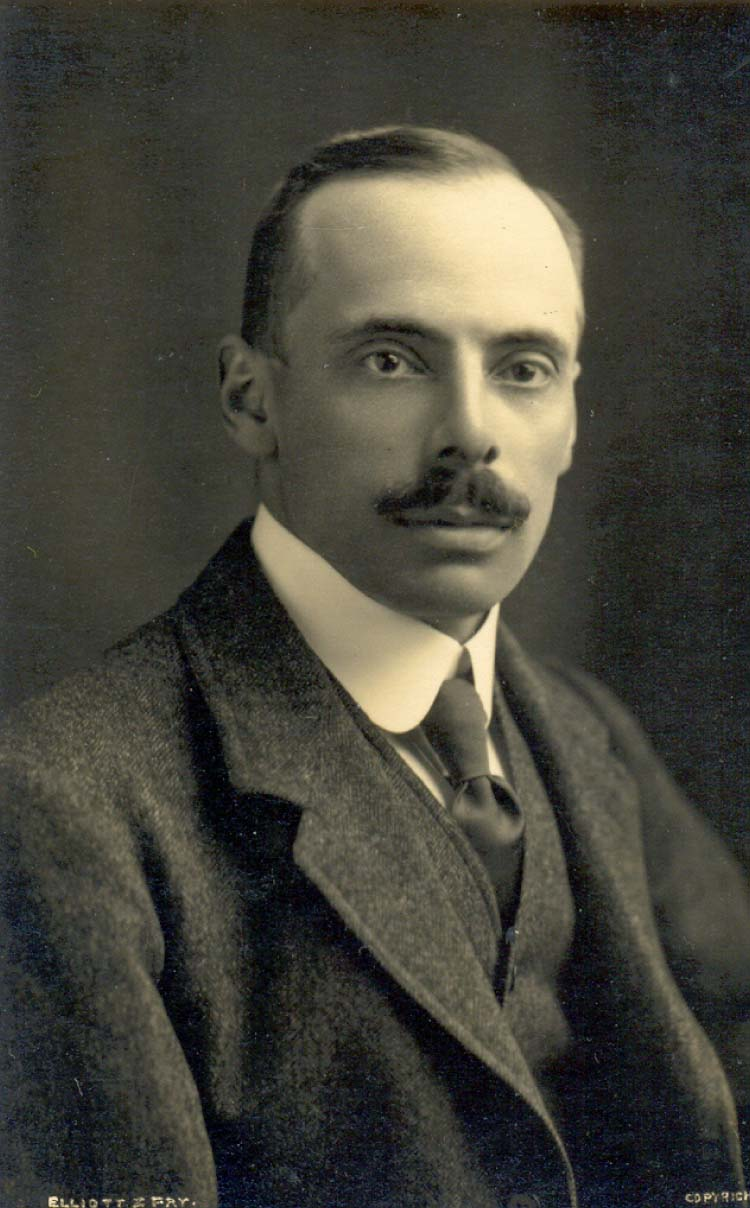
Даниель Джонс

Армстронг впервые преподавала фонетику в 1917 году на летних курсах Даниэла Джонса для миссионеров; еще до этого Джонс планировал предоставить Лилиас Армстронг штатную должность на фонетическом факультете Университетского колледжа Лондона. Эти планы были временно приостановлены, когда в октябре Совет Лондонского графства принял решение не увеличивать бюджет департамента, но в ноябре 1917 года Джонс назначил Лилиас Армстронг на временную неполную лекцию, которую она начала в феврале 1918 года. Наконец, в начале 1918—1919 учебного года она смогла работать полный рабочий день, став первым штатным ассистентом Кафедры Фонетики. Армстронг стала лектором в 1920 году, старшим лектором в 1921 году, а в 1937 году — доцентом (reader). О ее повышении было объявлено в журналах The Times и в The Universities Review. Армстронг также иногда преподавала в Школе восточных и африканских исследований. Когда в первые девять месяцев 1920 года Джонс был вынужден взять отпуск, Армстронг стала исполняющим обязанности главы департамента вместо него. За это время она провела собеседование и приняла студентов на кафедру. Другие должности, которые она занимала в Университетском колледже — председатель трапезного комитета и секретарь гостиной женского персонала.

#### Курсы и лекции
Армстронг вела классы по фонетике французского, английского шведского, и русского, языков, а также и, вместе с Дэниелом Джонсом, вела класс по патологии речи под названием «Лекции-демонстрации по методам исправления дефектов речи». Армстронг также проводила упражнения для тренировки слуха, так как слух был важной частью обучения на факультете фонетики университетского колледжа.
Кроме того, Армстронг принимала участие в преподавании нескольких каникулярных курсов в Университетском колледже. В 1919 году кафедра фонетики начала проводить популярные каникулярные курсы французской и английской фонологии. На первом курсе 1919 года Армстронг проводила ежедневные упражнения для тренировки слуха для курса, предназначенного для тех, кто изучает и преподает французский язык. Два читателя журнала English Studies, посетившие летние курсы английского языка 1919 года, положительно охарактеризовали слуховые тесты Лилиас Эвелин Армстронг как «великолепные»; эти упражнения для тренировки слуха также были высоко оценены журналом Leuvensche Bijdragen. Один из голландский участников сессии 1921 года также слуховые тесты Армстронг и представил их описание. К летнему курсу 1921 года она не только проводила упражнения для тренировки слуха, но и читала лекции по фонетике английского языка вместе с Даниелем Джонсом.

#### Ученики

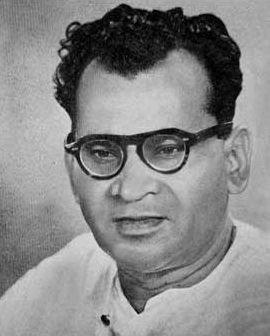
Сунити Кумар Чаттерджи

У Лилиас Армстронг было несколько учеников, которые сами были известными учеными и лингвистами. Индийский лингвист Сунити Кумар Чаттерджи учился в Лондонском университете с 1919 по 1921 год на степень доктора литературы; пока он там учился, Армстронг и Ида Каролин Уорд обучали его фонетике и тренировали его с помощью упражнений для тренировки слуха и транскрипции. Джон Руперт Ферт, который позже сам будет работать на фонетическом факультете университетского колледжа вместе с Лилиас Армстронг, был студентом Университетского колледжа с 1923 по 1924 год;  Среди его классов был курс Лилиас Армстронг по французской фонетике. Летом 1934 года шотландский фонетист Джон Кунисон Кэтфорд, которому тогда было 17 лет, посещал курс французской фонетики, который преподавали Лилиас Армстронг и Хелен Кустенобль. Лилиас преподавала продвинутую фонетику американскому лингвисту Лоренцо Доу Тернеру. Французско-канадский лингвист Жан-Поль Вине, который получил степень магистра, обучаясь у Лилиас Армстронг в 1937 году, а затем работал вместе с ней.

### Письмо и исследования

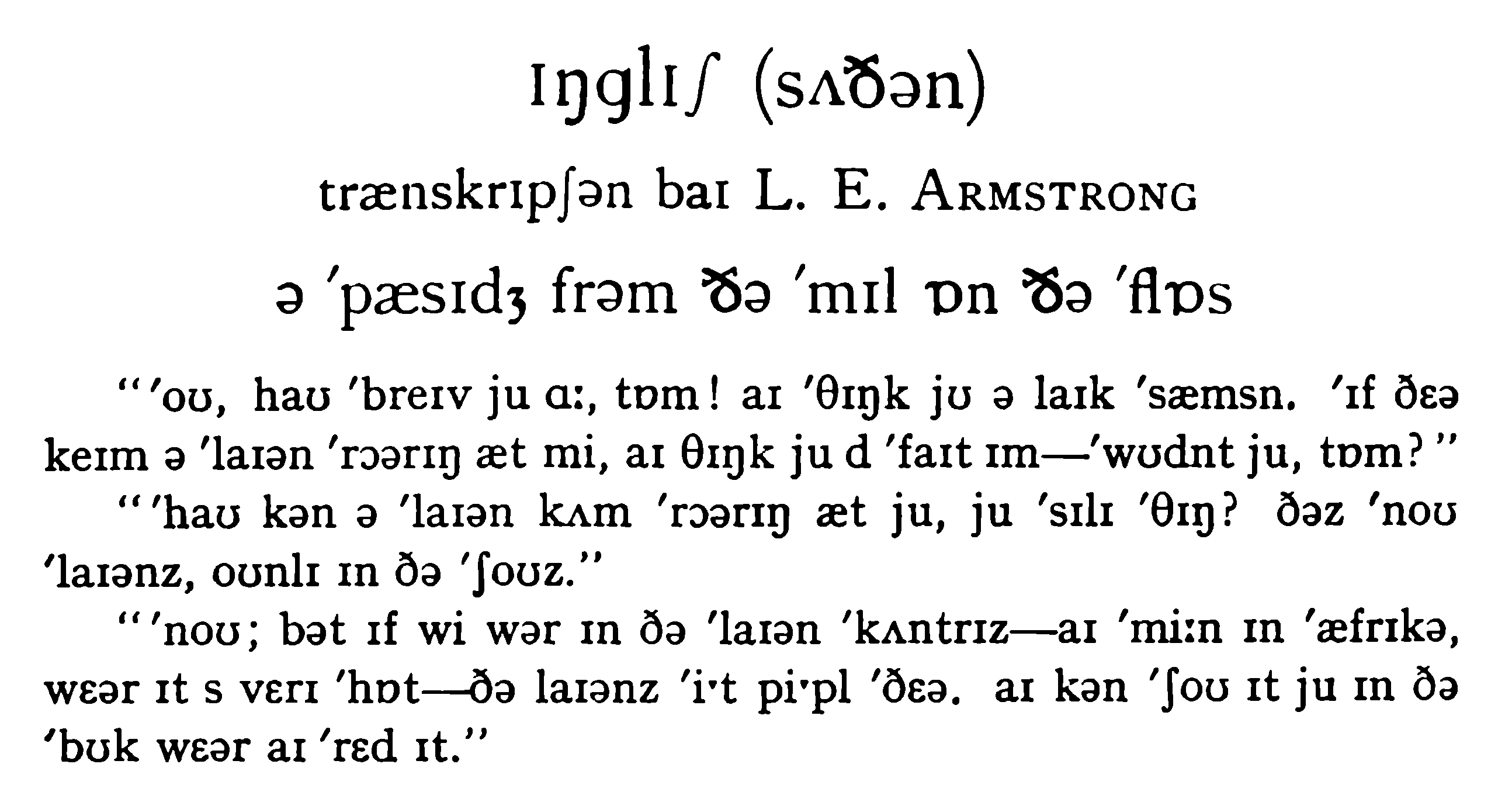
Отрывок из транскрипции Лилиас Армстронг

Международная фонетическая ассоциация приостановила публикацию своего журнала Le Maître Phonétique во время Первой мировой войны, но в 1921 году она вновь начала выпускать ежегодное издание Textes pour nos élèves (рус. Тексты для наших студентов), которое состояло из текстов, транскрибированных с помощью Международного фонетического алфавита (МФА) с разных языков, таких как французский, немецкий, итальянский и испанский. Армстронг внесла несколько транскрипций английских текстов во все эти тексты.

## Личная жизнь

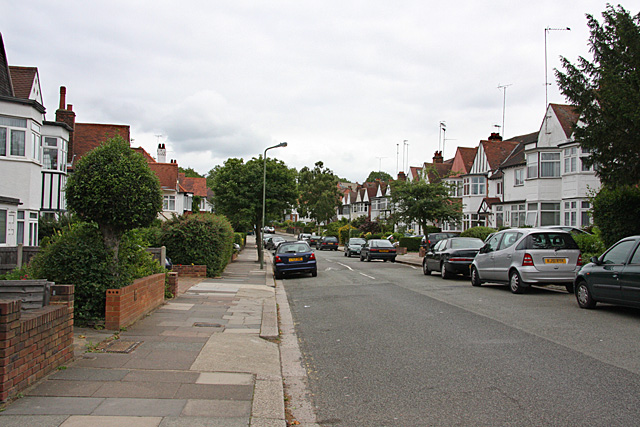
Улица в, где жили Армстронг и Боянус

24 сентября 1926 года Армстронг вышла замуж за Семёна Карловича Боянуса (8 июля 1871 — 19 июля 1952). Боянус был профессором англистике в Ленинградском университете (теперь — Санкт-Петербургский государственный университет), где он работал с русским лингвистом Львом Щерба. Он поступил на факультет фонетики Университетского колледжа в 1925 году, где провёл восемь месяцев, изучая фонологию английского языка под руководством Лилиас.
После женитьбы Боянусу пришлось на восемь лет отправится в Советский Союз, а Лилиас Армстронг — остаться в Англии. Находясь в отъезде, Боянус работал с Владимиром Мюллером над составлением англо-русских и русско-английских словарей. Армстронг помогала ему с созданием фонетической транскрипции ключевых слов в англо-русском томе. Ей разрешили дважды навестить Боянуса в Ленинграде, а он смог ненадолго вернуться в Лондон в 1928 году. В январе 1934 ему вновь разрешили вернуться в Англию, после чего стал лектором по русскому языку и фонетике в Школе славянских и восточноевропейских исследований Лондонского университета. Во время работы в Университетском колледже Армстронг жила в Форест Гейт.

## Смерть
В ноябре 1937 года Армстронг заболела стойким приступом гриппа. Ее состояние постепенно ухудшалось, в конце-концов, у нее случился инсульт. Она умерла в Мемориальной больнице Финчли, Мидлсекс, 9 декабря 1937 года в возрасте 55 лет. Её некролог был напечатан в The Times, The New York Times, Nature, Journal of the International Phonetic Association, в годовом отчёте университетского колледжа и в других журналах; о ее смерти также сообщалось в «Трудах Филологического общества»